# Estación de Küssnacht am Rigi
La estación de Küssnacht am Rigi es una estación ferroviaria de la comuna suiza de Küssnacht am Rigi, en el Cantón de Schwyz.

## Historia y situación
La estación de Küssnacht am Rigi fue inaugurada en el año 1897, con la puesta en servicio de la línea Lucerna - Immensee, que servía de conexión a Lucerna con la línea Immensee - Chiasso, más conocida como la línea del Gotardo. La estación ha sido renovada recientemente en su totalidad, incluyendo la construcción de un nuevo andén.
Se encuentra ubicada en el borde suroeste del núcleo urbano de Küssnacht am Rigi. Cuenta un único andén central al que acceden dos vías pasantes.
En términos ferroviarios, la estación se sitúa en la línea Lucerna - Immensee. Sus dependencias ferroviarias colaterales son la estación de Merlischachen hacia Lucerna, y la estación de Immensee, el otro extremo de la línea.

## Servicios ferroviarios
Los servicios ferroviarios de esta estación están prestados por SBB-CFF-FFS y por SOB (SudÖstBahn).

### Larga distancia
- IR Voralpen Romanshorn - Neukirch-Egnach - Muolen - Häggenschwil-Winden - Roggwil-Berg - Wittenbach - San Galo-San Fiden - San Galo - Herisau - Degersheim - Wattwil - Uznach - Schmerikon - Rapperswil - Pfäffikon - Wollerau - Biberbrugg - Arth-Goldau - Küssnacht am Rigi - Meggen Zentrum - Lucerna Verkehrshaus - Lucerna. Servicios cada hora. Operado por SOB.

### S-Bahn Lucerna
Por la estación pasa una línea de la red de trenes de cercanías S-Bahn Lucerna.
- S 3 Lucerna - Lucerna Verkehrshaus - Meggen - Küssnacht am Rigi - Arth-Goldau - Brunnen - Erstfeld.